# 40惑不惑？
《40惑不惑？》（英語：This Is 40）是一部2012年的美國浪漫喜劇電影，由賈德·阿帕托編劇和導演，保羅·路德和萊絲莉·曼恩主演。本片為賈德·阿帕托2007年的電影《好孕臨門》的續集 ，這部電影敘述著夫妻檔彼得（保羅·路德）和黛比（萊絲莉·曼恩）面對年齡漸長和年屆中年的現實，這兩個角色在前一部電影中引入，每到40歲，他們的壓力關係就會變得更加複雜。約翰·利思戈、梅根·福克斯和艾伯特·布魯克斯演出配角。
拍攝於2011年年中進行，《40惑不惑？》於2012年12月21日在北美上映。評論家對它的演員、表演（尤其是萊絲莉·曼恩、保羅·路德和梅根·福克斯）以及電影的喜劇時刻和感性的場景，但批評其運行時間過長和偶爾漫無目的。2022年3月，賈德·阿帕托宣布處於早期開發階段，正在開發第三部電影，設定在10年後，名為《This Is 50》 。

## 劇情概要
自《好孕臨門》以來的五年裡，黛比（萊絲莉·曼恩饰）擁有一家精品店，戴西（梅根·福克斯饰）和茱蒂（查琳·易饰）為她工作。彼得（保羅·路德饰）擁有自己的唱片公司，他的朋友羅尼和Cat與他一起工作。
彼得的企業在在宣傳格雷厄姆·帕克和The Rumour樂團時陷入財務困境。這對夫婦還得與他們的女兒打交道。薩迪（莫德·阿帕托饰）一個年輕的青少女，和八歲的夏洛特（艾瑞絲·阿帕托饰）。在黛比40歲生日那天，這對夫婦去度假村度過了一個浪漫的周末。在那裡，他們吸食大麻餅乾，大聲幻想著他們會互相殘殺的方式。
在與她的朋友傑森和Barb交談後，黛比決定通過鍛煉來改善她的婚姻和家庭，並與她的父親建立更多的聯繫。她告訴彼得他需要停止借錢給他的父親賴瑞（艾伯特·布魯克斯饰），因為這讓他們財務上造成困難。彼得去探望他父親時，並沒有給他這個消息，卻同意給他更多。與此同時，黛比去看她婦產科，發現她懷孕了，但決定不告訴彼得。後來，她對一直在嘲弄薩迪的學生約瑟夫大喊大叫。以至於他的母親凱瑟琳與彼得發生了爭執。
一天晚上，在學校嘲諷戲的間隙，黛比帶戴西去酒吧跳舞，打算與她對質，因為她懷疑她一直在從商店偷錢。黛比和戴西在酒吧裡遇見了幾個費城飛人曲棍球隊的幾名球員。黛比尷尬地發現其中一名球員想和她一起出去玩，可能和她上床。他很自豪想的說想和她發生性關係，但她承認她已婚，有兩個孩子，並且懷孕了。之後，黛比把戴西送到她家，最終質問她丟失的錢。戴西透露她能夠負擔得起好東西，因為她也是一名伴遊者。
後來，黛比遇到了茱蒂，茱蒂承認她偷了錢買了奧施康定（OxyContin）。她解雇了她並離開了。與此同時，彼得和黛比不得不應付薩迪和夏洛特一直在吵架，這導致了家人之間的爭吵。他們後來不得不與校長會面，但這對夫婦否認了凱瑟琳指控他們所做的一切。當她開始使用他們以前使用的相同粗話時，這對夫婦喜出望外，校長解雇了他們。
在彼得的40歲生日派對上，他們爭論他父親想要從他們那裡得到的錢。黛比與她的父親爭論她沒有花足夠的時間在她的生活中，以及他是多麼完美。奧利弗接著解釋說他的生活並不完美，以及他是如何一直關心她並愛她的。後來，彼得無意中聽到黛比談論她的懷孕，憤怒地騎著自行車離開了房子。黛比和賴瑞出去找他，發現他騎車撞進了車門。彼得與汽車司機發生爭執，隨後司機一拳打在他的肚子上。
黛比和賴瑞帶彼得去醫院，賴瑞和黛比和好，賴瑞意識到全家人能在一起是因為她，因為她是家裡的鬥士。彼得和黛比後來談了起來，他真的很高興有第三個孩子，他不覺得被困，所以他們和解了。
過了一段時間，彼得和黛比正在觀看一場由瑞恩·亞當斯表演的小型音樂會。她建議他將他簽到他的唱片公司，他們計劃在看完節目後與他交談。
主要學分滾動後，在與黛比、彼得和校長會面期間 ，凱瑟琳的即興侮辱有一個延長的替代鏡頭。

## 演員

### 主要角色
| 演員                          | 角色                          | 備註                       |
| ----------------------------- | ----------------------------- | -------------------------- |
| 保羅·路德 Paul Rudd           | 彼得 Pete                     | 黛比的丈夫和唱片公司老闆。 |
| 萊斯利·曼恩 Leslie Mann       | 黛比 Debbie                   | 彼得的妻子和店主。         |
| 莫德·阿帕托 Maude Apatow      | 薩迪 Sadie                    | 彼得和黛比的13歲的女兒。   |
| 艾瑞絲·阿帕托 Iris Apatow     | 夏洛特 Charlotte              | 彼得和黛比的8歲的女兒。    |
| 傑森·席格爾 Jason Segel       | 傑森 Jason                    | 黛比的健身教練。           |
| 梅根·福克斯 Megan Fox         | 戴西 Desi                     | 黛比的員工。               |
| 查琳·易 Charlyne Yi           | 茱蒂 Jodi                     | 黛比的員工。               |
| 提姆・巴格利 Tim Bagley       | 佩萊格里諾醫生 Dr. Pellegrino | 黛比的婦產科醫生。         |
| 約翰·利思戈 John Lithgow      | 奧利弗 Oliver                 | 黛比孤僻的父親。           |
| 艾伯特·布魯克斯 Albert Brooks | 賴瑞 Larry                    | 彼得一直借錢的父親。       |
| 克里斯·奧多德 Chris O'Dowd    | 羅尼 Ronnie                   | 彼得的員工。               |
| 莉娜·丹恩 Lena Dunham         | Cat                           | 彼得的員工。               |
| 羅伯特·斯密戈爾 Robert Smigel | 貝瑞 Barry                    | 彼得的朋友。               |
| 安妮·瑪莫羅 Annie Mumolo      | Barb                          | 黛比的朋友。               |

### 其他角色
| 演員                               | 角色             | 備註                               |
| ---------------------------------- | ---------------- | ---------------------------------- |
| 瑪莉莎·麥卡錫 Melissa McCarthy     | 凱瑟琳 Catherine | 約瑟夫的母親。                     |
| 瑞安·李 Ryan Lee                   | 約瑟夫 Joseph    | 薩迪的同學。                       |
| 瓊安·拜倫 Joanne Baron             | Mrs.Laviati      |                                    |
| 艾娃·洛克萊 Ava Sambora            | 溫蒂 Wendy       | 薩迪的好朋友。                     |
| 麥可·伊恩·布萊克 Michael Ian Black | Bank Consultant  | 銀行顧問。                         |
| 比爾·哈德 Bill Hader               |                  | 戴西勾搭的客戶。                   |
| 比利·喬 Billie Joe                 | 他自己           |                                    |
| 瑞恩·亞當斯 Ryan Adams             | 他自己           | 彼得和黛比觀看的小型音樂會表演者。 |
| 格雷厄姆·帕克 Graham Parker        | 他自己           |                                    |
| 湯姆·弗里德 Tom Freund             | 他自己           |                                    |
| 鮑伯·安德魯斯 Bob Andrews          | 他自己           |                                    |
| 布林斯利·舒華茲 Brinsley Schwarz   | 他自己           |                                    |
| 馬丁·貝爾蒙特 Martin Belmont       | 他自己           |                                    |
| 安德魯·鮑德納 Andrew Bodnar        | 他自己           |                                    |
| 史蒂夫·古爾丁 Steve Goulding       | 他自己           |                                    |

### 客串角色
- 斯科特·哈特內爾- 飾演斯科特·哈特內爾（Scott Hartnell）

費城飛人隊冰球運動員。
- 伊恩·拉佩列耶- 飾演伊恩·拉佩列耶（Ian Laperrière）

費城飛人隊冰球運動員。
- 詹姆斯·范·瑞斯迪克- 飾演詹姆斯·范·瑞斯迪克（James van Riemsdyk）

費城飛人隊冰球運動員。
- 麥特·卡爾- 飾演麥特·卡爾（Matt Carle）

費城飛人隊冰球運動員。

## 發行
《40惑不惑？》原定於2012年6月1日發行。2011年5月，環球影業將發行推遲至2012年12月，允許工作室利用該日期發行《公主與狩獵者》；白雪公主系列電影被相對論傳媒視為與競爭對手2012年白雪公主系列電影項目《白雪公主之魔鏡魔鏡》的更好競爭。
《40惑不惑？》的首映式於2012年12月12日在洛杉磯中國戲院舉行。電影於2012年12月21日上映，在全國2,912個地點上映。

### 家庭媒體
《40惑不惑？》於2013年3月22日在美國發行了藍光光碟和DVD。可在iTunes、Google Play和其他網站上進行數位下載。藍光光碟版本作為單張光盤出售，同時也是一個組合包，其中包括DVD拷貝、數字拷貝和Ultraviolet。該光盤包含電影的未分級和戲劇版本，以及眾多獎勵功能。

## 評價

### 票房
在首映週末，《40惑不惑？》在美國國內票房收入1158萬美元。截至影院上映結束，《40惑不惑？》在美國國內票房約為6750萬美元，在國外票房約為2050萬美元，全球總票房為88,058,786美元。雖然它的首映週末是賈德·阿帕托所有電影中最低的，但它比他之前的電影《命運好好笑》獲得了更大的票房成功。

### 影評
根據221位影評人的評論，爛番茄給這部電影51%的支持率，平均評分為5.80/10。該網站的關鍵共識是：“賈德·阿帕托在《40惑不惑？》中絕對提供了有趣和敏銳的場景，即使它們被埋沒在漫無目的的自我放縱中。”在Metacritic上，根據39位評論家的評論，這部電影在100分中獲得了59分，表明“混合或平均評論”。
《每日電訊報》的羅比·科林給這部電影打了兩顆星（滿分五顆星），稱讚它的前提，但批評它的執行力。“《40惑不惑？》是一部關於在一個自然衰老是最後一個禁忌的地方變老的地獄的喜劇電影，我只希望它辜負了這個完全受啟發的概念……每個場景都感覺像是由幾十個漫無邊際，133分鐘的時間對於這個情景喜劇的故事來說太長了，”他寫道。
《滾石》的彼得·崔維斯給這部電影打了三顆星（滿分四顆星），他說：“這裡有大笑，也有更小的笑聲。保羅·路德和萊絲莉·曼恩很有趣，尤其是當他們的漫畫飛鏢抽血時，就像黛比所說的那樣”魅力男孩”彼特在內心深處是個雞巴。也為出色的配角乾杯，包括瑪莉莎·麥卡錫飾演來自地獄的母親，約翰·利思戈飾演黛比孤僻的父親，以及無價的艾伯特·布魯克斯飾演彼特的父親，靠兒子的救濟為生他的雙頭三胞胎。《40惑不惑？》不會建立宣洩。它有時會在不斷變化的婚姻景像中徘徊。然而，彼得和黛比的爭吵產生了賈德·阿帕托迄今為止對我們歸類為愛的丈夫、妻子、父母和孩子的感受的一些最個人的觀察。”
《芝加哥論壇報》的麥可·菲利普斯說“更像是在發牢騷”，給這部電影兩顆半星（滿分四顆星）。“《40惑不惑？》有其巧妙、令人興奮的材料，證明編劇兼導演賈德·阿帕托並沒有失去用正確的、意想不到的措辭來表達妙語的能力。‘我的胸部只是……不見了， ’萊絲莉·曼恩飾演的黛比哀嘆道，她將自己與梅根·福克斯飾演的員工進行比較. 然後是第二行，巧妙地建立在設置上：‘他們甚至沒有說再見。’萊絲莉·曼恩非常棒，是一位技藝精湛的喜劇演員和戲劇演員——睜大眼睛，但在需要毒液時卻充滿毀滅性。保羅·路德可以憑藉純粹的魅力逃脫謀殺。但是，在嘲笑某人的方言或大女兒對迷失的迷戀上建立笑話和整個場景很容易，而且有點懶惰。”
理查德·羅珀給這部電影打了C-，並稱這部電影“非常令人失望”。他對這部電影的主要抱怨是它的運行時間和大部分不必要的配角。
《紐約客》的理查德·布羅迪寫道，《40惑不惑？》“是生命的東西，它像生命一樣流動，而且像生命一樣，如果能持續更長時間就好了”。

## 可能的續集
導演賈德·阿帕托表示，他對可能的續集很感興趣，將焦點從已婚夫婦彼得和黛比身上轉移到他們初出茅廬的十幾歲的女兒薩迪身上。在2013年3月30日的一次採訪中，賈德·阿帕托被問及《40惑不惑？》續集的前景。他承認對這個想法很感興趣。
2022年3月，據報導，賈德·阿帕托正在編寫续集的劇本與早期開發階段，续集设定在《40惑不惑？》故事发生的10年后，名為《This is 50》。

## 獎項與提名
| 年份           | 頒獎典禮                                                                    | 獎項                   | 提名項目                               | 結果 | 備註   |
| -------------- | --------------------------------------------------------------------------- | ---------------------- | -------------------------------------- | ---- | ------ |
| 2013年6月20日  | ASCAP电影&电视奖 American Society of Composers,Authors and Publishers,ASCAP | Top Box Office Films   | 喬恩·布利昂 格雷厄姆·帕克              | 獲獎 | [ 19 ] |
| 2013年1月10日  | 第18屆評論家選擇電影獎 18th Critics' Choice Awards                          | 最佳喜劇電影           | 《40惑不惑？》                         | 提名 | [ 20 ] |
| 2013年1月10日  | 第18屆評論家選擇電影獎 18th Critics' Choice Awards                          | 最佳喜劇男主角         | 保羅·路德                              | 提名 | [ 20 ] |
| 2013年1月10日  | 第18屆評論家選擇電影獎 18th Critics' Choice Awards                          | 最佳喜劇女主角         | 萊斯利·曼恩                            | 提名 | [ 20 ] |
| 2014年3月30日  | 第19屆帝國獎頒獎典禮 19th Empire Awards                                     | 帝國最佳喜劇獎         | 《40惑不惑？》                         | 提名 | [ 21 ] |
| 2013年5月3日   | 金預告獎 Golden Trailer Awards                                              | 最佳喜劇獎             | “Trailer 4” 環球影業 Workshop Creative | 提名 | [ 22 ] |
| 2013年5月3日   | 金預告獎 Golden Trailer Awards                                              | Best Comedy TV Spot    | 《好孕臨門》 環球影業                  | 提名 | [ 22 ] |
| 2013年5月3日   | 金預告獎 Golden Trailer Awards                                              | Best Comedy Poster     | 環球影業 Cimarron Entertainment        | 提名 | [ 22 ] |
| 2012年10月22日 | 好萊塢電影獎 Hollywood Film Awards                                          | 好萊塢最佳喜劇         | 賈德·阿帕托                            | 獲獎 | [ 23 ] |
| 2012年12月19日 | IGN Summer Movie Awards                                                     | 最佳喜劇電影           | 《40惑不惑？》                         | 提名 | [ 24 ] |
| 2012年12月18日 | 鳳凰城影評人協會 Phoenix Film Critics Society                               | 最佳青年女主角         | 莫德·阿帕托                            | 提名 | [ 25 ] |
| 2013年5月5日   | 第34屆青年藝術家獎 Young Artist Award                                       | 電影類最佳青年藝術家獎 | 莫德·阿帕托                            | 提名 | [ 26 ] |

## 外部連結
- 互联网电影数据库（IMDb）上《40惑不惑？》的资料（英文）
- Box Office Mojo上《40惑不惑？》的資料（英文）
- 爛番茄上《40惑不惑？》的資料（英文）
- 40惑不惑？的Facebook專頁
- 在Netflix上觀看《40惑不惑？》